# Kotlina Pożeska
Kotlina Pożeska (chorw. Požeška kotlina) – kotlina w północnej Chorwacji, w Slawonii, stanowiąca część Kotliny Panońskiej.

## Opis
Zajmuje powierzchnię 977 km² – około 50% zajmują grunty orne, a 40% lasy. Dno kotliny położone jest na wysokości 170 m n.p.m. Kotlina jest otoczona przez następujące góry: Psunje (985 m), Papuk (954 m), Ravno gora (854 m), Krndija (792 m), Požeška gora (618 m) i Dilje (471 m). Główne cieki wodne kotliny to Londža, Orljava i Kutjevačka. Roczna ilość opadów waha się od 800 mm w kotlinie do 1000 mm na wzniesieniach otaczających ją. Średnia temperatura zimą (styczeń) to –1 °C, a latem (lipiec) to 21 °C. Za pośrednictwem doliny Orljava kotlina łączy się z Posawiem.
Największe miejscowości na tym obszarze to Požega, Pleternica, Kutjevo i Velika. Przez kotlinę biegnie linia kolejowa z Našic do Batriny.
Miejscowe rolnictwo opiera się na uprawie winorośli, owoców i tytoniu oraz hodowli zwierząt.